# Tigerstripe (камуфляж)
Камуфляж Тайгерстрайп (англ. Tigerstripe, дослівно — Тигрова смуга) — назва групи камуфляжних візерунків, розроблених в Індокитаї імовірно збройними силами Південного В'єтнаму (за іншою версією — підрозділами армії США) для використання у війні в джунглях. Під час війни у В'єтнамі, в кінці 1962 — на початку 1963 року однострої з камуфляжем Tigerstripe стали використовуватись спецназом США. Протягом війни у В'єтнамі та після її закінчення, модель була прийнята кількома іншими країнами Південно-Східної Азії.
Свою назву камуфляж отримав через схожість зі смугами тигра, тому камуфляж часто називали просто «Тигр». Камуфляж складається з вузьких смуг, які схожі на мазки пензлем зеленого та коричневого кольорів, і ширші мазки чорного кольору, нанесені поверх світлішого відтінку оливи чи хакі. Смуги переплітаються, а не накладаються одна на одну, як у французькому камуфляжі Lizard (TAP47), який, очевидно, став прототипом для візерунка камуфляжу Tigerstripe.

## Історія

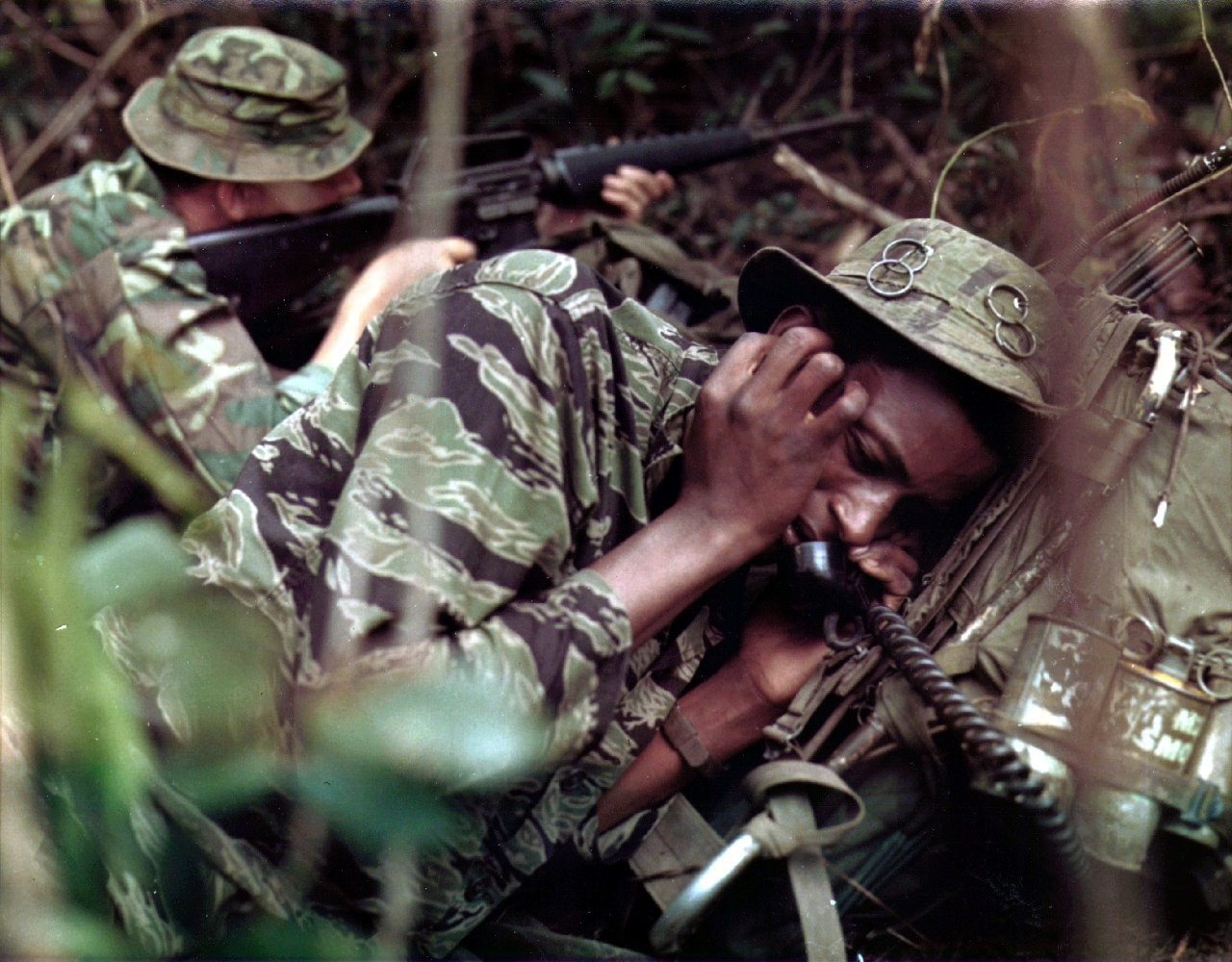
Американські солдати в камуфляжі Tigerstripe (В'єтнам, 1969)

Невідомо, хто розробив перший візерунок «Tigerstripe», що складається з 64 смуг. Французька армія використовувала подібний шаблон — камуфляж Lizard у Першій індокитайській війні в 1947—1954 роках. Після того, як французи залишили В'єтнам, дивізія морської піхоти Південного В'єтнаму продовжила використовувати цей зразок, варіант якого пізніше став використовуватись також в'єтнамськими рейнджерами (Biệt Động Quân) і спецназом (Lực Lượng Đặc Biệt).

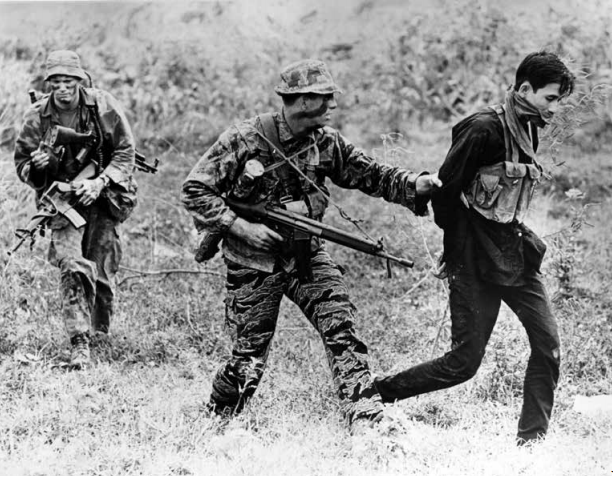
Бійці американського спецназу "морські котики" в камуфляжі Tigerstripe з полоненим бійцем Вєтконгу (1969)

Коли Сполучені Штати на початку 1960-х років почали надсилати радників до Південного В'єтнаму, радникам місії USMAAG, прикріпленим до армії ARVN, було дозволено носити бойову форму свого в'єтнамського підрозділу з відзнаками США. Невдовзі багато американських спецпризначенців на в'єтнамському театрі військових дій також почали носити цей камуфляж, попри те, що вони не завжди були прикріплені до підрозділів в'єтнамської ARVN. Камуфляж став характерною ознакою задіяних у В'єтнамі американського елітних підрозділів, таких як Корпус морської піхоти Recon, Зелені берети, LRRP, SEAL тощо. 

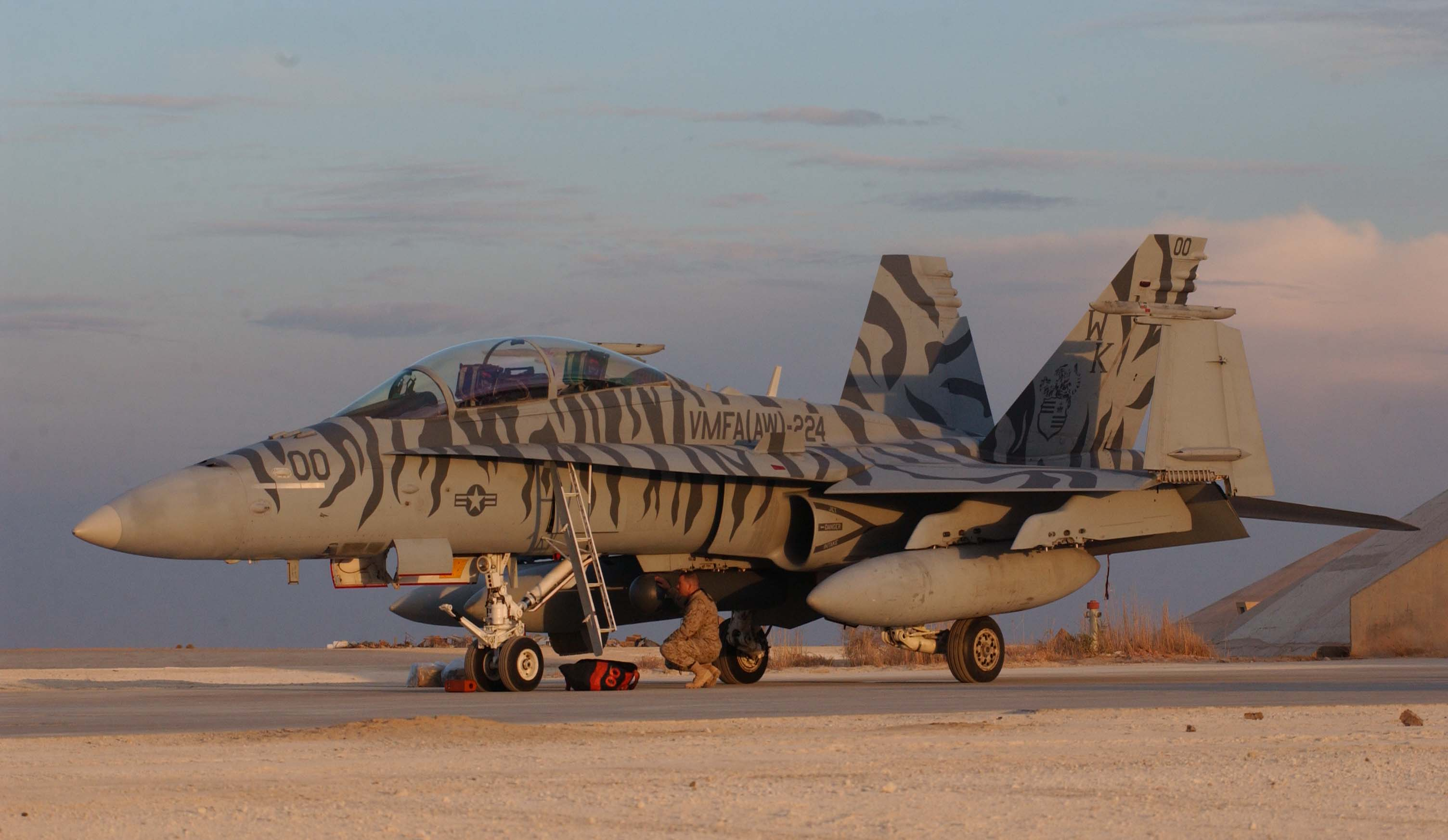
F/A-18 Hornet VMFA(AW)-224 у камуфляжі Tigerstripe для прикраси, а не камуфляжу

Камуфляж Tigerstripe ніколи не був офіційним камуфляжем армії США. Американські військові, яким спочатку було дозволено носити його, замовляли пошиття одностроїв з камуфляжем Tigerstripe у місцевих в'єтнамських кравців, що самі закуповували тканину, оскільки стандартні розміри форми південнов'єтнамської армії ARVN були замалі для більшості американців. Через це існувало багато варіацій базового візерунка камуфляжу Tigerstripe.
У 1963 році радники Корпусу морської піхоти, а з 1964 року 5-та група Зелених беретів уклали контракт із в'єтнамськими та іншими виробниками Південно-Східної Азії на виготовлення одностроїв та інших елементів одягу, таких як капелюхи-буні, з камуфляжем Tigerstripe. Замовлення було виконане різними виробниками в багатьох місцях, від Таїланду і Кореї до японської Окінави, через що виникла велика різноманітність візерунків і варіацій колірних гам. Однострої замовлялись як в азійських, так і в американських розмірах. На останніх етапах війни у В'єтнамі, камуфляж Tigerstripe був поступово замінений в американських підрозділах спецназу новим камуфляжу ERDL, попередником пізнішого камуфляжу Woodland.
Цивільна нерегулярна оборона В'єтнаму (CIDG), керована американським спецназом, використовувала камуфляж «Tigerstripe» з 1963 року до розформування в 1971 році. Особовий склад спецназу носив камуфляж «Tigerstripe» під час проведення операцій з CIDG.
Крім американських сил і сил ARVN, військовослужбовці Австралії та Нової Зеландії використовували однострої з камуфляжем «Tigerstripe» під час виконання консультативного чергування в підрозділах ARVN. Особовий склад Австралійського спеціального авіаційного полку та Нової Зеландії був основним носієм уніформи «Tigerstripe»  (і уніформи ERDL) на театрі, тоді як регулярні австралійські та новозеландські війська носили стандартну однотонну оливково-сіру уніформу.

## Регіональна та міжнародна експансія

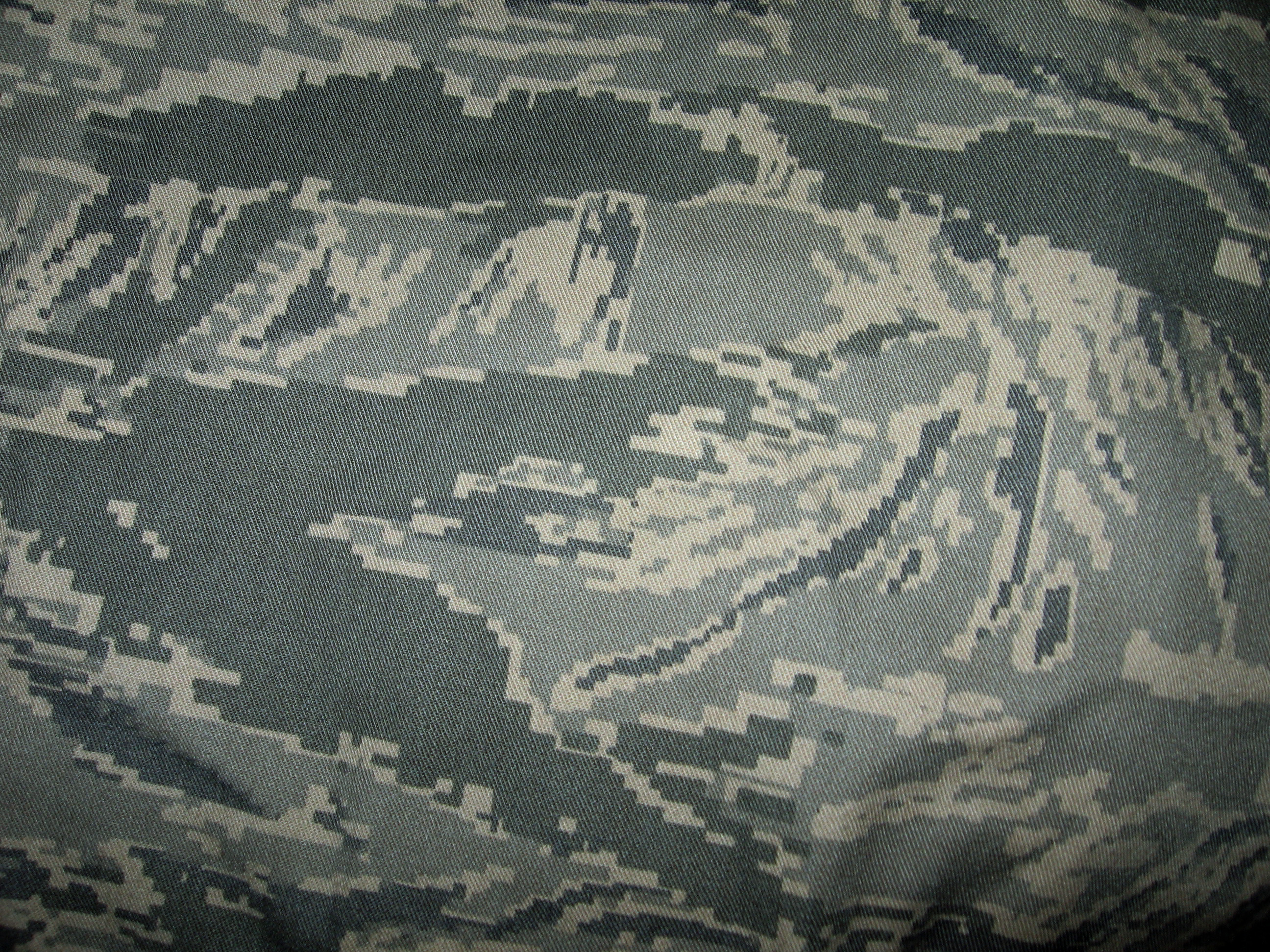
Піксельний камуфляж «Digital Tigerstripe» для одностроїв ABU

За межами В'єтнаму, Таїланд і Філіппіни були найпліднішими виробниками камуфляжів з дизайном «Tigerstripe» з часів війни у В'єтнамі. Візерунок також став популярним на Близькому Сході та в Південній Америці. 
З 1960 року варіації камуфляжу Tigerstripe швидко поширилася більшою частиною Індокитаю (з Таїландом як найвидатнішим виробником поблизу Південного В'єтнаму) та країнами Південно-Східної Азії загалом (наприклад у Філіппінах), аж до того, що камуфляж Tigerstripe став типовим для Південно-Східної Азії, як серед регулярних армій, так і, часто, серед партизанів. Багато країн розробили власні версії візерунка.
За межами Південно-Східної Азії спецназ країн Південної та Центральної Америки, таких як Еквадор, Сальвадор, Гаяна та ін. використовувати або використовувати смугасту форму. Є навіть варіанти, розроблені в Російській Федерації.

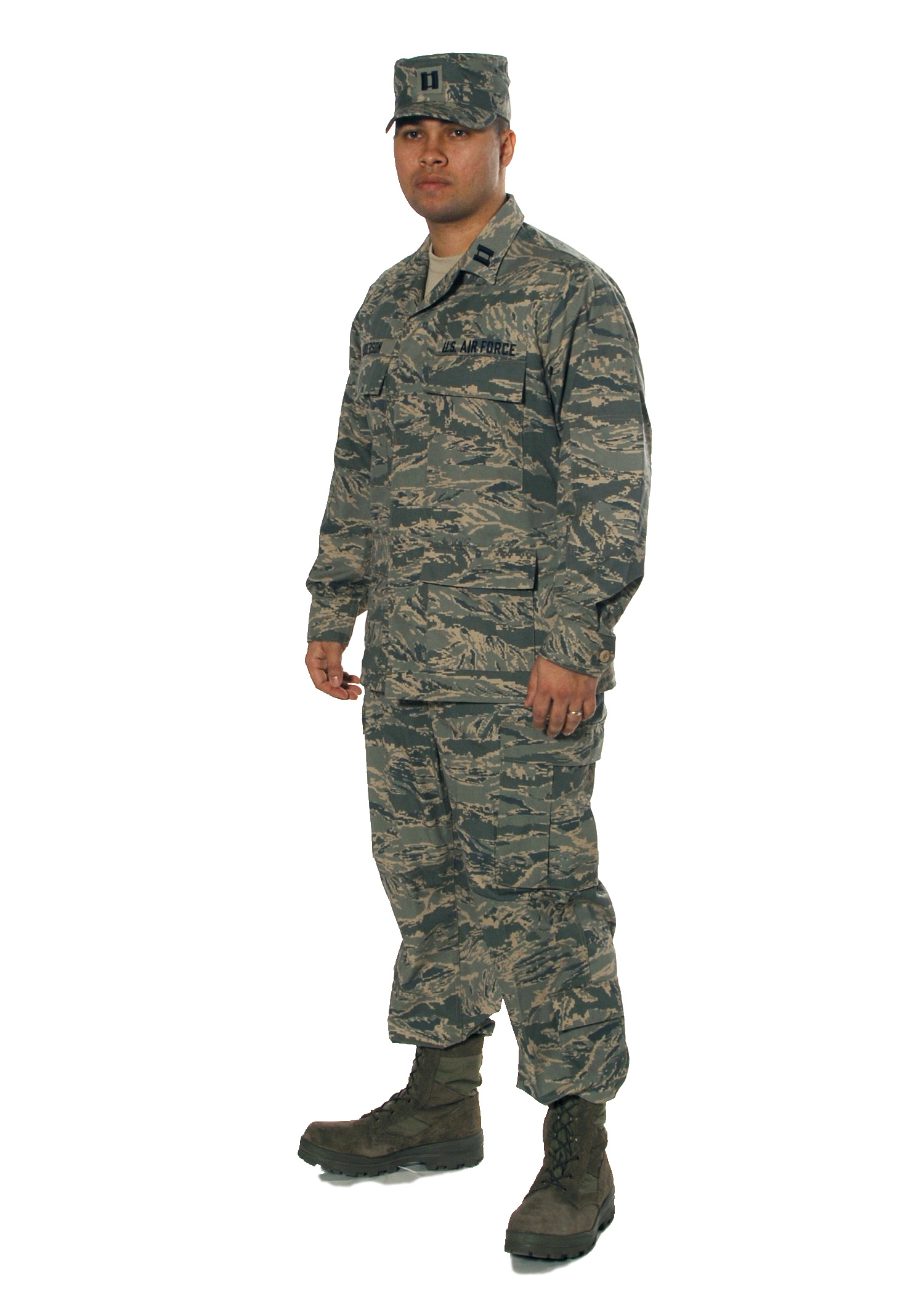
Бойова форма льотчика (ABU), нова уніформа ВПС США з сучасною версією камуфляжу Tigerstripe.

Зразок був випробуваний USMC до прийняття MARPAT через Школу інструкторів Scout Sniper.

## Blue Tigerstripe
Камуфляж Tigerstripe знову повернувся до життя на початку 2000-х із впровадженням нового однострою ABU ВПС США. Спочатку планувалось, що камуфляжем на новому однострої ВПС США мала стати версія з камуфляжу Tigerstripe в блакитній колірній гамі під назвою «Blue Tigerstripe». Випробування камуфляжу відбувались у 2004 році і їх негативні результати призвели до його подальшої модифікації.

## Digital Tigerstripe
Нова цифрова версія камуфляжу Tigerstripe була розроблена з урахуванням негативних результати тесту шаблону Blue Tigerstripe. 
У 2006 році був прийнятий новий однострій в стилі BDU під назвою ABU (від Airman Battle Uniform — Бойова форма льотчика) з напівпіксельним візерунком Digital Tigerstripe з чотирма м'якими земляними тонами, що складаються з коричневого, сірого, зеленого та синього. Однак однострій не мав багатьох значних удосконалень нового одностроїв ACU та MCCUU. 
У 2018 році виробництво одностроїв ABU з камуфляжем Digital Tigerstripe було припинено. З 1 жовтня 2018 року всім льотчикам дозволено носити оперативний камуфляж замість ABU. Новобранцям базової підготовки та курсантам Корпусу підготовки офіцерів запасу ВПС і Школи підготовки офіцерів почали видавати OCP 1 жовтня 2019 року. Після 1 квітня 2021 року бойову форму льотчика більше не можна носити. 

## Користувачі

### Поточні

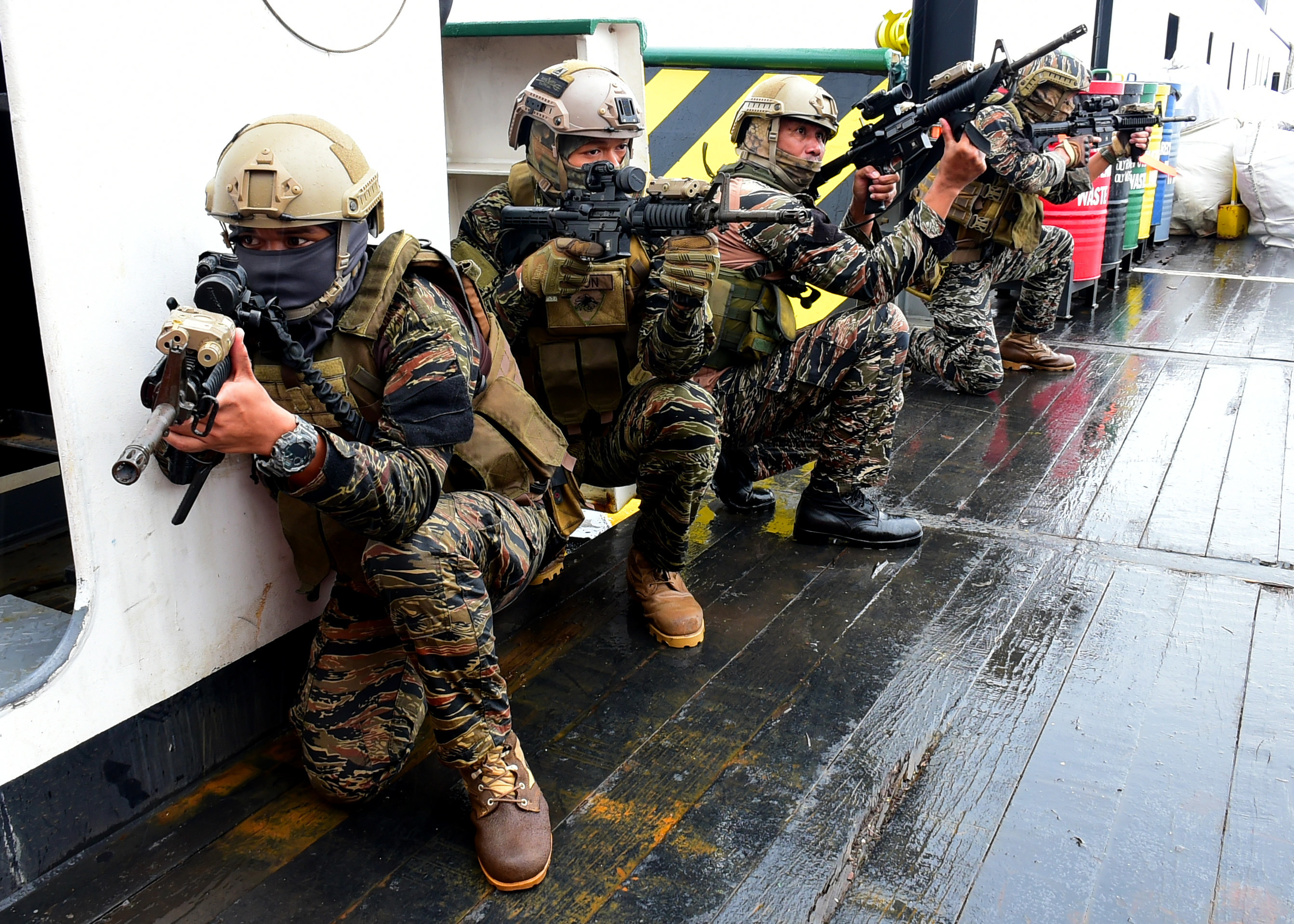
Бійці NAVSOCOM ВМС Філіппін на навчаннях SEACAT 2018

- Афганістан (Ісламський Емірат): використовується армією Талібану[8].
- Аргентина: використовується Grupo Especial de Operaciones Federales[en].[9]
- Австралія: у великих обсягах закупався у 2008 році для австралійських солдат, що грали роль неприятеля в навчаннях OPFOR.
- Ірак: «пустельна» версія камуфляжу використовувалась іракськими командос[10].
- Росія: використовується МВД та іншими російськими правоохоронними органами під назвою «Камышевый рисунок» (відомий також, як «Камыш»[11] або «Тигр»[9]). ОМОН використовував сіро-блакитний варіант, відомий під назвою «Тень»[9]. «Камыш» виконаний на базі виробленого в Малайзії візерунку адаптованого для російського використання.[11]
- США: «зелена» та «пустельна» версії камуфляжу Tiger Stripes використовувались підрозділами спецпризначення США в Афганістані[12]. Використовується Зеленими Беретами в навчаннях OPFOR[13].
- Філіппіни: використовується силами ССО Філіппін та філіппінськими морськими котиками чи NAVSOCOM (Морське командування спеціальними операціями).[9]
- Франція: використовується французьким іноземним легіоном в французькій Гвіані армійською школою ведення боїв в джунглях.[9]

### Колишні

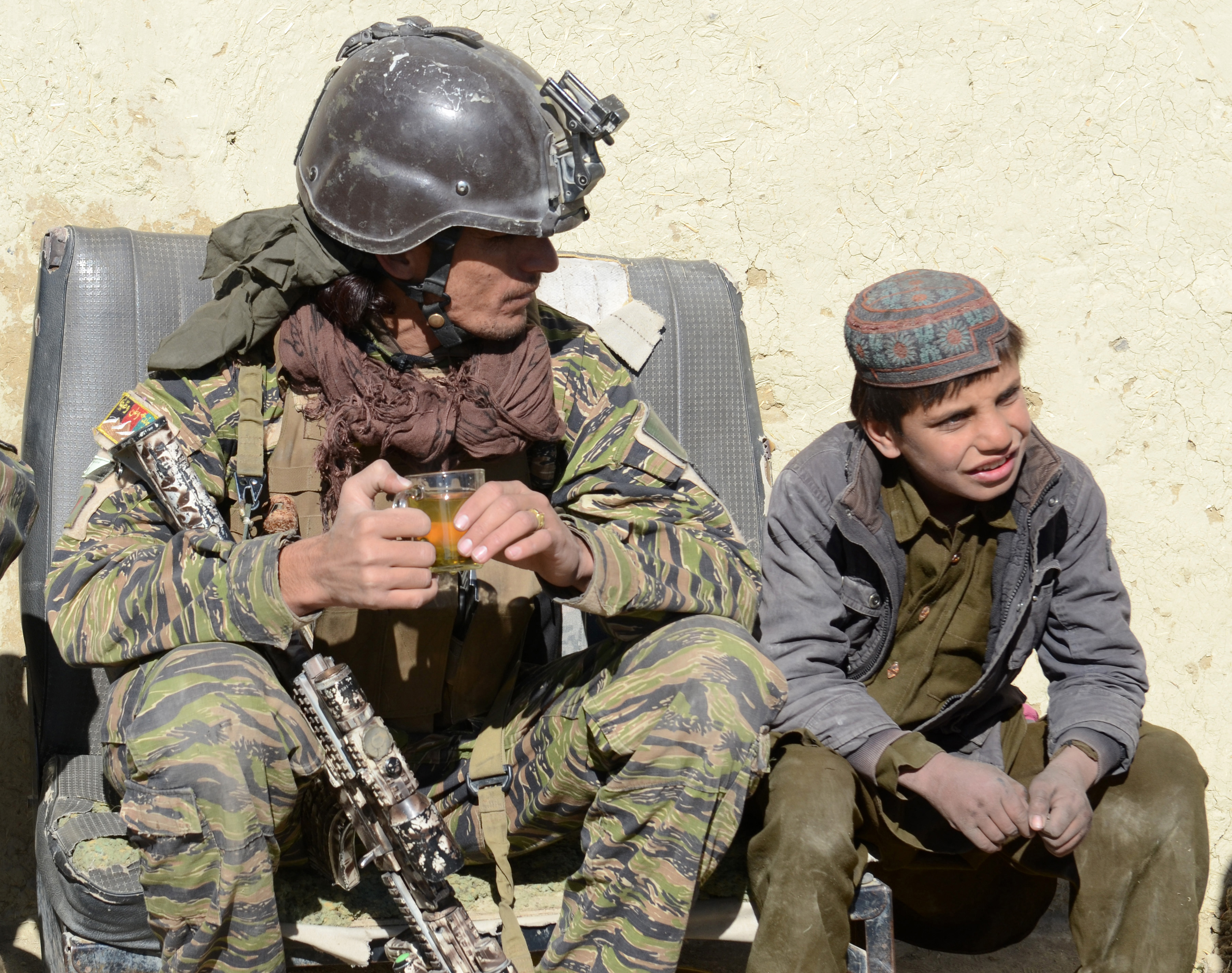
Боєць Афганських сил в камуфляжі Tigerstripe (2014)

- Афганістан: використовувався Національним управлінням сил безпеки.[14]
- Австралія: використовувався австралійською спеціальною повітряною службою під час війни у В'єтнамі.[2]
- Еквадор: використовувався в період 1970-1990 рр..
- Кхмерська Республіка: використовувався в 1970-х роках.[9]
- Нова Зеландія: використовувався новозеландською спеціальною повітряною службою під час війни у В'єтнамі.[2]
- Парагвай: Деякі парагвайські військові підрозділи використовували тигрову смугу, виготовлену для армії Республіки Китай,[9] до заміни її на цифровий камуфляж.[9]
- Південний В'єтнам: використовувався корпусом рейнджерів В'єтнаму[en], бійцями програми цивільної нерегулярної оборони та морською піхотою[15][16]
- Республіка Китай: використовується морською піхотою Республіки Китай, із заміною на цифрову версію тигрової смуги.
- США: використовувався американськими консультантами Армії Республіки В'єтнам.[15] також використовувався американськими командос у В'єтнамі.[13][4]
- Таїланд: використовувався підрозділами ССО Таїланду.[17] Один з варіантів візерунка виконаний темнішими тонами на блідому фоні, відомим як Shadowtiger.[9]
- Україна: використовувався підрозділом МВС Беркут до розформування 25 лютого 2014 року.[18]
- Філіппіни використовувався Силами спеціальних операцій під час Жовтої революції.[17]
- Хорватія: місцеві копії візерунка використовувалися хорватською національною гвардією[9].

### Недержавні користувачі
- Фронт національного визволення кхмерського народу: у 1980-х роках використовували камуфляжі в тигрову смужку тайського виробництва. [19]
- Армія штату Шан (М'янма): відомо, що використовувався в 1980-х роках. [20]

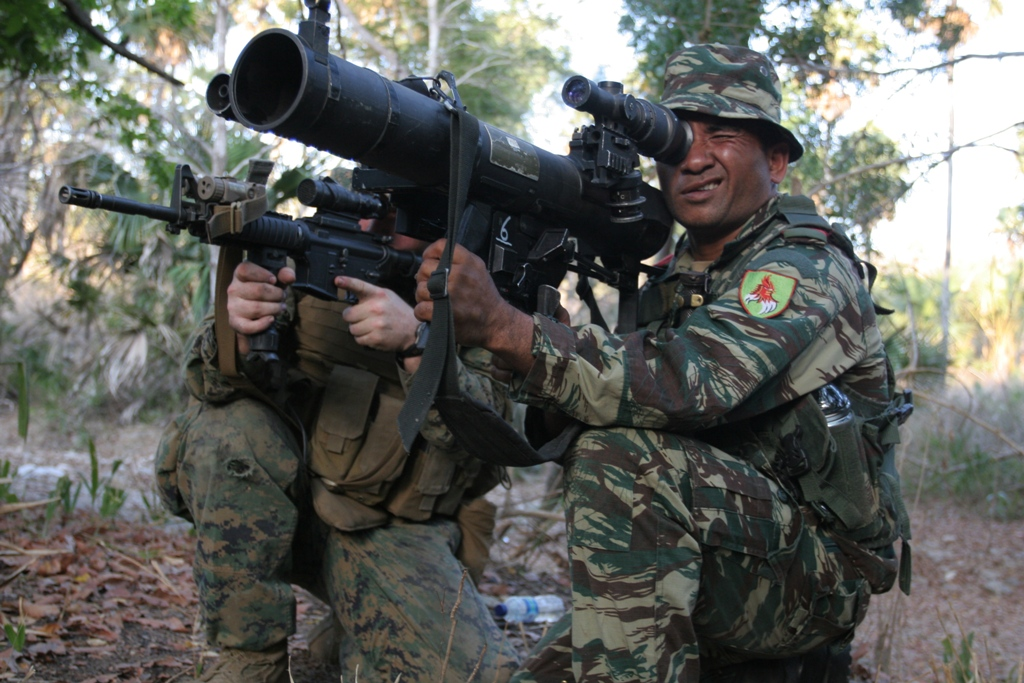
Військовослужбовець Східного Тимору в камуфляжі Tigerstripe
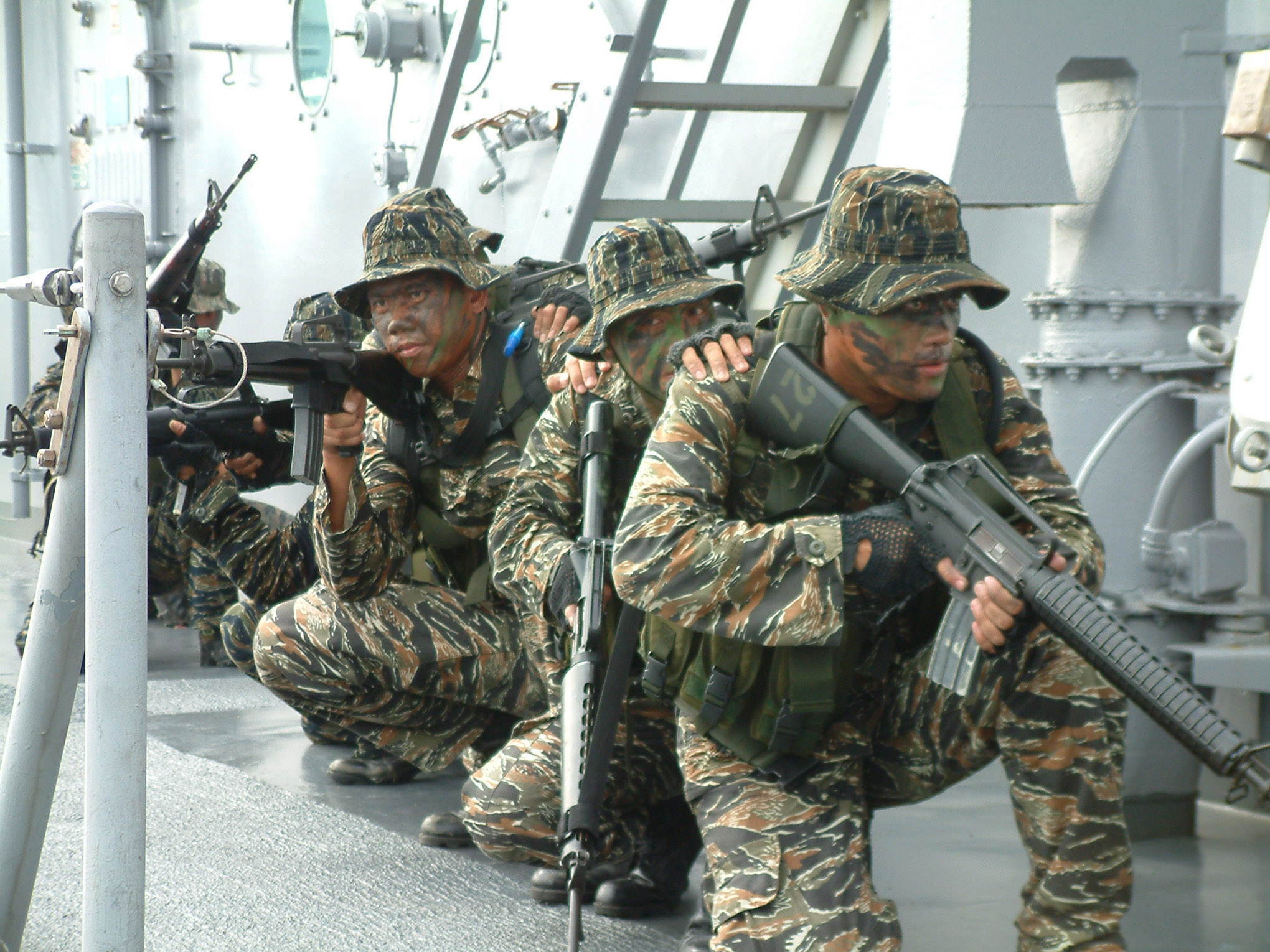
Філіппінські спецпризначенці в камуфляжі Tigerstripe
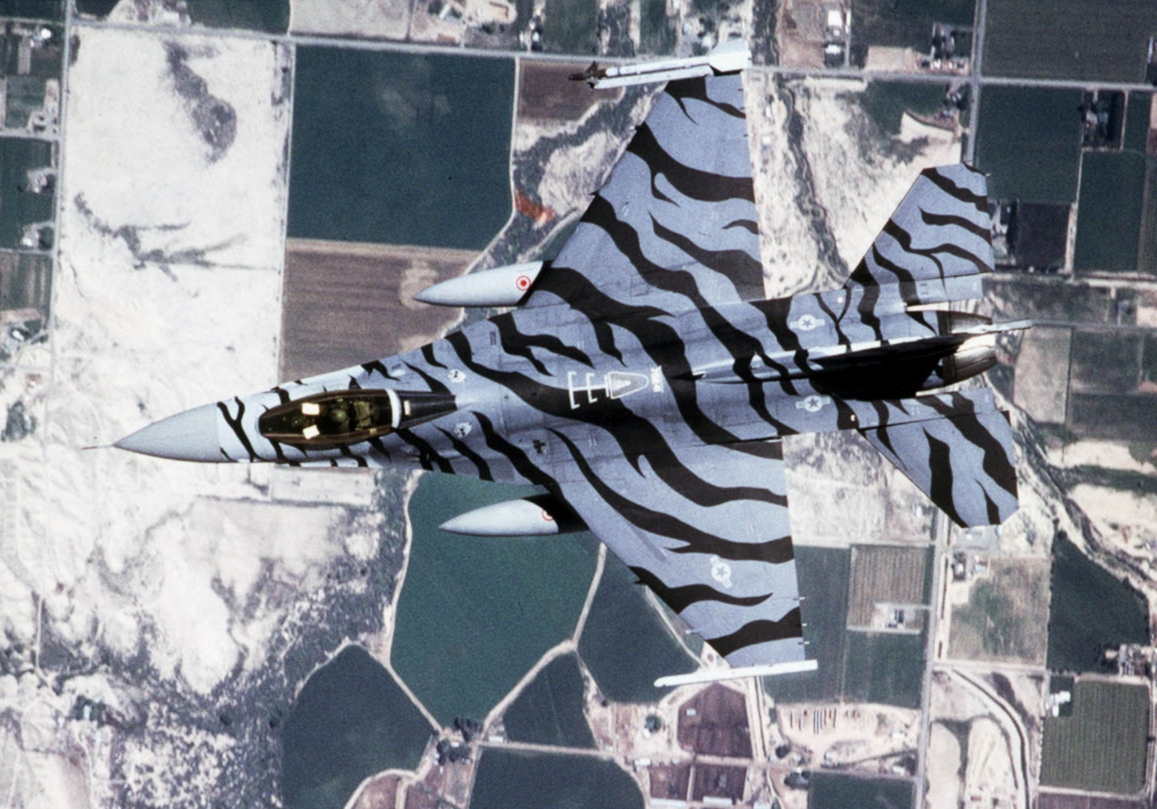
F-16C в камуфляжі Tigerstripe
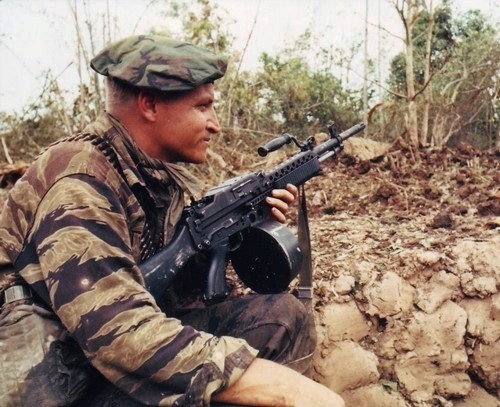
Американський "морський котик" в камуфляжі Tigerstripe (В'єтнам, 1968)